# ウェールズ人
ウェールズ人（ウェールズじん、英: Welsh people、ウェールズ語: Cymry）は、ウェールズ国民、またはウェールズを父祖の土地とする民族のこと。